# Condove
Condove – miejscowość i gmina we Włoszech, w regionie Piemont, w prowincji Turyn.
Według danych na rok 2020 gminę zamieszkiwały 4550 osoby, 61,5 os./km².